# Gananoque River
Gananoque River är ett vattendrag i Kanada.   Det ligger i provinsen Ontario, i den sydöstra delen av landet, 130 km söder om huvudstaden Ottawa.
Runt Gananoque River är det ganska glesbefolkat, med 22 invånare per kvadratkilometer.